# Praesos mariana
Praesos mariana är en fjärilsart som beskrevs av White 1852. Praesos mariana ingår i släktet Praesos och familjen mätare. Inga underarter finns listade i Catalogue of Life.